# Bassaricyon alleni
El olingo de Allen (Bassaricyon alleni) es una especie de mamífero carnívoro de la familia Procyonidae, que habita en América del Sur, al oriente de Bolivia, Colombia, Ecuador y Perú, sur de Venezuela, noroccidente y occidente de Brasil y en Guyana.

## Descripción
Su cuerpo (con la cabeza) mide aproximadamente 39 cm de longitud y su cola 44 cm. Pesa en promedio 1,34 kg. El pelo es de color castaño claro.

## Ecología
Como los demás miembros del género, son animales nocturnos, arbóreos y solitarios; se alimentan de frutas e insectos y habitan la selva húmeda. Se sospecha que están amenazados por la intervención humana y la fragmentación de su hábitat. La deforestación es una amenaza para la población de las especies, sin embargo, los adultos raramente son cazados.